# Aniridie-Patellaaplasie-Syndrom
Das Aniridie-Patellaaplasie-Syndrom ist eine sehr seltene angeborene Erkrankung mit einer Kombination von Fehlen der Regenbogenhaut (Iris) des Auges (Aniridie) und Fehlen (Aplasie) der Kniescheibe (Patella).
Die Erstbeschreibung stammt aus dem Jahre 1975 durch die Ärzte A. E. Mirkinson und N. K. Mirkinson.

## Verbreitung
Die Häufigkeit wird mit unter 1 zu 1.000.000 angegeben, bislang wurden lediglich drei Mitglieder einer Familie beschrieben. Die Vererbung erfolgt autosomal-dominant.

## Ursache
Die Ursache ist nicht bekannt.

## Klinische Erscheinungen
Klinische Kriterien sind:
- Manifestation vorgeburtlich oder als Neugeborenes
- fehlende Patellae
- Aniridie